# Snezhnaya koroleva 2
Snezhnaya koroleva 2: Perezamorozka (em russo: Снежная королева 2: Перезаморозка, bra: O Reino Gelado 2 ) é filme de computação gráfica russo, produzido em 2014 e lançado no meio de novembro de 2015. É a continuação do filme Snezhnaya koroleva de 2012.

## Sinopse
No filme anterior os trolls se rebelaram contra a Rainha da Neve, assim executaram um luta, onde por ventura derrotam a rainha. Vencida pelo troll Orm, que logo começa a ser tratado como um herói para toda a população de trolls. Porém, para se satisfazer sua vontade, ele cria mentiras, em que ele derrotava a rainha pessoalmente.

## Recepção
Rubens Ewald Filho após comparar o padrão de qualidade do filme com os filmes da Disney criticou a formação da animação gráfica: "Não espere o padrão de qualidade de Disney, nem as canções, mas ainda assim a animação digital tem um padrão razoável."